# محيط منحنى مغلق

عندما يكون قطر الدائرة مساويا لواحد، يكون محيطها مساويا ل π

يمثل محيط منحنى مغلق المسافة الخطية من حول حد منحنى مغلق أو جسم دائري.
محيط الدائرة ذو أهمية كبيرة الهندسة الرياضية وهندسة المثلثات.

## محيط الدائرة
محيط الدائرة هو المسافة حول الدائرة. يستخدم المصطلح للإشارة الأجسام الواقعية كما يستخدم للإشارة إلى الأجسام الرياضية المجردة.
يزداد محيط الدائرة بازدياد قطرها. ناتج قسمة المحيط على القطر ثابت ويزيد قليلا عن العدد 3. أي أن المحيط يساوي تقريبا ثلاثة أضعاف القطر.

### العلاقة مع ط
يرتبط محيط الدائرة مع أحد أهم الثوابت الرياضية في جميع مجالات الرياضيات، ط ويرمز إليه عادة بالحرف الإغريقي π. القيمة الرقمية لباي π تساوي ...3.141592 (انظر  A000796) ويعرّف بأنه النسبة بين محيط الدائرة إلى قطرها.
يعبر عن محيط الدائرة بالعلاقة
{\displaystyle {C}=\pi \cdot {d}=2\pi \cdot {r}.\!}
حيث C يمثل المحيط و d يمثل قطر الدائرة و r يمثل نصف القطر.

## محيط القطع الناقص
انظر إلى محيط القطع الناقص.

## محيط مخطط
في نظرية المخططات، محيط مخطط هو أطول دورة في ذلك المخطط.